# Штурмовое (Крым)

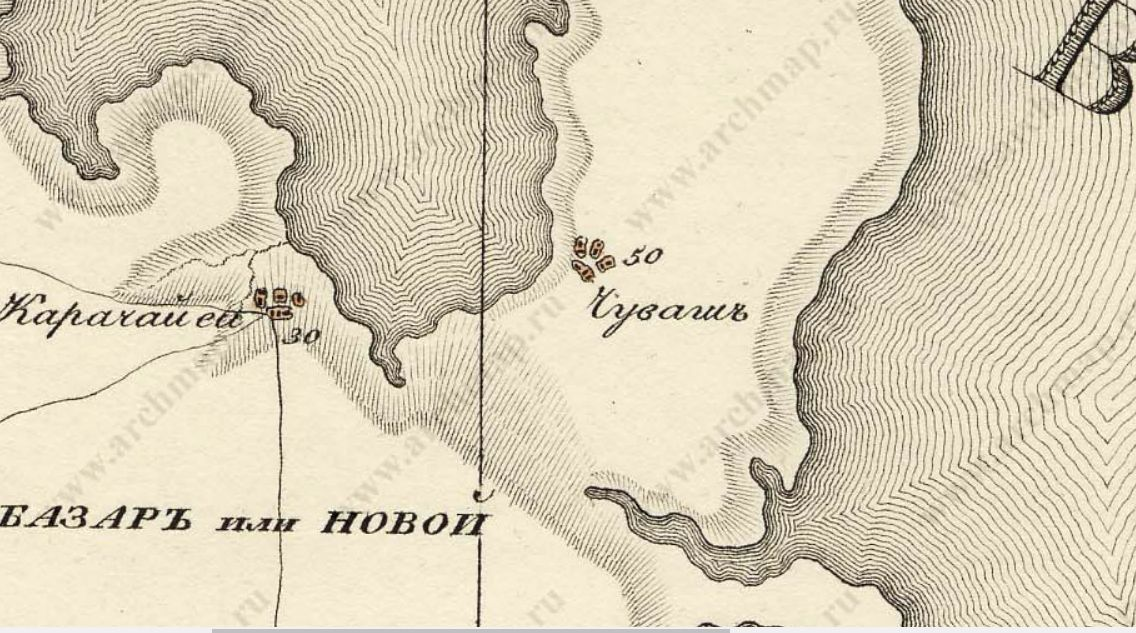
Чуваш на карте Мухина 1817 г.

Штурмово́е (до 1948 года Ста́рый Чува́ш, до нач. XX века Чува́ш; укр. Штурмове, крымскотат. Eski Çuvaş, Эски Чуваш) — исчезнувшее село в Красноперекопском районе Республики Крым, располагавшееся на севере района, на Литовском полуострове у берега Сиваша, примерно в 4 километрах к северо-востоку от современного села Филатовка.

### Динамика численности населения
| - 1805 год — 315 чел. - 1864 год — 7 чел. - 1889 год — 16 чел. - 1892 год — 32 чел. | - 1900 год — 40 чел. - 1915 год — 25 чел. - 1926 год — 36 чел. |

## История
В самом раннем доступном документе — Камеральном Описании Крыма… 1784 года ни одно из окружающих Армянск сёл не записано, указано, что в Перекопском кадылыке… деревень не состоит…. После присоединения Крыма к России (8) 19 апреля 1783 года, (8) 19 февраля 1784 года, именным указом Екатерины II сенату, на территории бывшего Крымского Ханства была образована Таврическая область и деревня была приписана к Перекопскому уезду. После Павловских реформ, с 1796 по 1802 год, входила в Перекопский уезд Новороссийской губернии. По новому административному делению, после создания 8 (20) октября 1802 года Таврической губернии, Чуваш был включён в состав Бустерчинской волости Перекопского уезда.
По Ведомости о всех селениях, в Перекопском уезде состоящих с показанием в которой волости сколько числом дворов и душ… от 21 октября 1805 года в деревне Чуваш числился 51 двор, 261 крымский татарин, 44 цыгана и 10 ясыров. На военно-топографической карте генерал-майора Мухина 1817 года деревня Чуваш обозначена с 50 дворами. После реформы волостного деления 1829 года Чуваш, согласно ''«Ведомости о казённых волостях Таврической губернии 1829 года», передали в состав Ишуньской волости (переименованной из Бустерчинской). На карте 1836 года в деревне 64 двора, как и на карте 1842 года.
В 1860-х годах, после земской реформы Александра II, деревню осталась в составе преобразованной Ишуньской волости. В «Списке населённых мест Таврической губернии по сведениям 1864 года», составленном по результатам VIII ревизии 1864 года, Чуваш — казённая деревня, с 1 двором, 7 жителями и мечетью при колодцах. Согласно «Памятной книжке Таврической губернии за 1867 год», деревня была покинута жителями в 1860—1864 годах, в результате эмиграции крымских татар, особенно массовой после Крымской войны 1853—1856 годов, в Турцию и оставалась в развалинах. На трёхверстовой карте 1865—1876 года на месте Чуваша — безымянный хутор. По «Памятной книге Таврической губернии 1889 года», по результатам Х ревизии 1887 года, в деревне Чуваш числилось 5 дворов и 16 жителей.
После земской реформы 1890 года Чуваш отнесли к Воинской волости. Согласно «…Памятной книжке Таврической губернии на 1892 год», в деревне Чуваш, составлявшей Чувашское сельское общество, было 32 жителя в 7 домохозяйствах<. По «…Памятной книжке Таврической губернии на 1900 год» в Чуваше числилось 40 жителей в 10 дворах. По Статистическому справочнику Таврической губернии. Ч. II-я. Статистический очерк, выпуск пятый Перекопский уезд, 1915 год, в деревне Чуваш Старый Воинской волости Перекопского уезда числилось 4 двора (все дворы с землёй) с татарским населением в количестве 25 человек приписных жителей, из которых 12 мужчин и 13 женщин. Жители владели 222 десятинами удобной земли. В хозяйствах имелось 20 лошадей, 6 волов, 1 корова и 105 голов мелкого скота.
После установления в Крыму Советской власти, по постановлению Крымревкома от 8 января 1921 года № 206 «Об изменении административных границ» была упразднена волостная система, Перекопский уезд переименовали в Джанкойский, в котором был образован Ишуньский район, в состав которого включили село, а в 1922 году уезды получили название округов. 11 октября 1923 года, согласно постановлению ВЦИК, в административное деление Крымской АССР были внесены изменения, в результате которых округа были отменены, Ишуньский район упразднён и село вошло в состав Джанкойского района. Согласно Списку населённых пунктов Крымской АССР по Всесоюзной переписи 17 декабря 1926 года, в селе Чуваш Старый, Армяно-Базарского сельсовета (в котором село состоит всю дальнейшую историю) Джанкойского района, числилось 8 дворов, все крестьянские, население составляло 36 человек, из них 20 украинцев и 13 русских. Постановлением ВЦИК от 30 октября 1930 года был восстановлен Ишуньский район и село, вместе с сельсоветом, включили в его состав. Постановлением Центрального исполнительного комитета Крымской АССР от 26 января 1938 года Ишуньский район был ликвидирован и создан Красноперекопский район с центром в поселке Армянск (по другим данным 22 февраля 1937 года), в который вошло село. На километровой карте РККА 1941 года в селе Старый Чуваш обозначено 13 дворов.
С 25 июня 1946 года селение в составе Крымской области РСФСР. Указом Президиума Верховного Совета РСФСР от 18 мая 1948 года, Старый Чуваш переименовали в деревню Штурмовую, статус села, видимо, был присвоен позже. 26 апреля 1954 года Крымская область была передана из состава РСФСР в состав УССР. Штурмовое ликвидировано к 1968 году (согласно справочнику «Крымская область. Административно-территориальное деление на 1 января 1968 года» — в период с 1954 по 1968 годы как село Армянского поссовета).